# لويغي كاستالدو
لويغي كاستالدو (بالإيطالية: Luigi Castaldo)‏ هو لاعب كرة قدم إيطالي في مركز الوسط، ولد في 2 مايو 1982 في مونيانو دي نابولي في إيطاليا. لعب مع نادي أفيلينو ونادي أنكونا ونادي بينيفينتو ويوفي ستابيا.

## وصلات خارجية
- لويغي كاستالدو على موقع قاعدة بيانات كرة القدم.إي يو (الإنجليزية)
- لويغي كاستالدو على موقع عالم كرة القدم.نت (الإنجليزية)